# Fontaine-Étoupefour
Fontaine-Étoupefour település Franciaországban, Calvados megyében. Lakosainak száma 2812 fő (2022. január 1.). Fontaine-Étoupefour Baron-sur-Odon, Éterville, Maltot, Mouen, Verson és Vieux községekkel határos.

## Népesség
A település népességének változása:
| Lakosok száma | 590  | 1152 | 1627 | 1897 | 2137 | 2243 | 2348 | 2617 | 2682 | 2812 |
|               | 1968 | 1982 | 1990 | 2006 | 2013 | 2015 | 2017 | 2019 | 2020 | 2022 |